# Lisa Tomaschewsky
Lisa Tomaschewsky, född 22 juli 1988 i Itzehoe, Schleswig-Holstein, är en tysk skådespelerska och fotomodell. 

## Filmografi (urval)
- 2011: Verbotene Liebe
- 2013: Polizeiruf 110
- 2013: Küstenwache
- 2014: SOKO Leipzig
- 2015: Deutschland 83